# Pont-des-Demoiselles
Le Pont des Demoiselles (en occitan Pont de las Domaisèlas) est un quartier résidentiel de Toulouse.

## Origine du nom
L'origine du nom n'est pas sûre. Il pourrait s'agir en fait d'une désignation du Pont de Montaudran, situé du côté du Port Saint-Étienne et hors du quartier, qui aurait été surnommé Pont des Putes et aurait finalement évolué en Pont des Demoiselles.
Une autre origine probable est une référence à "la guerre des Demoiselles", la population du quartier étant liée avec les régions concernées des Pyrénées (Ariège).

## Emplacement du quartier

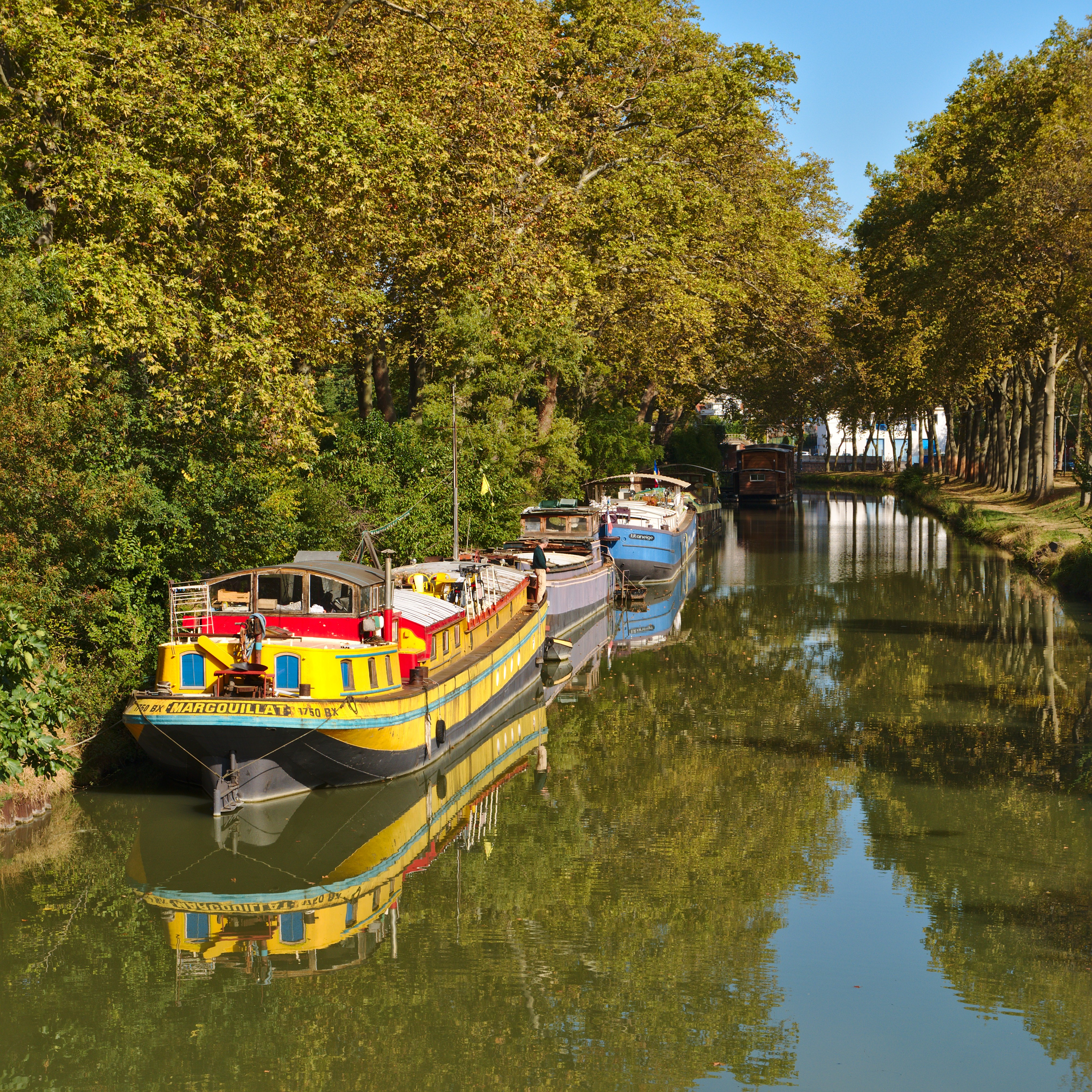
Le Canal du Midi au Pont des Demoiselles

Le quartier est entouré par les quartiers de Montaudran au sud-est, la Terrasse à l'est, la Côte Pavée au nord, le Busca au nord-ouest et Saouzelong au sud-ouest.
Le quartier est principalement basé autour de l'avenue Saint-Exupéry, partant du pont Mendès-France à l’extrémité ouest du quartier, puis s'arrêtant au croisement de l'avenue Jean- Rieux et de la route de Revel. De ce croisement jusqu'à celui avec le chemin de la Butte, l'avenue est elle-même une délimitation du quartier. L'avenue Jean-Rieux quant à elle délimite le quartier du croisement avec la route de Revel jusqu'à la rue Jean-Martin-Charcot, où elle quitte le quartier.
Il est également traversé par le canal du Midi, qui délimite le quartier de la rocade Ouest toulousaine, jusqu'au pont ferroviaire de la ligne de Toulouse à Bayonne au niveau du musée Georges-Labit.

## Lieux remarquables
- Archives départementales de la Haute-Garonne
- Parc Antoine de Saint-Exupéry
- Paroisse Saint-Joseph

## Aménagement urbain

### Transports en commun
- Ormeau
  -   (en 2028)
  - L7L8

### Axes routiers
- Autoroute A620 (rocade Ouest) : accès n° 21